# Mesogenea excavata
Mesogenea excavata är en fjärilsart som beskrevs av George Francis Hampson 1926. Mesogenea excavata ingår i släktet Mesogenea och familjen nattflyn. Inga underarter finns listade i Catalogue of Life.